# Рухтинский сельсовет
Рухтинский сельсовет — муниципальное образование в Дуванском районе Башкортостана.

## История
Согласно «Закону о границах, статусе и административных центрах муниципальных образований в Республике Башкортостан» имеет статус сельского поселения.

## Население
| 2002  | 2010  | 2012  | 2013  | 2014  | 2015  | 2016  |
| ----- | ----- | ----- | ----- | ----- | ----- | ----- |
| 1447  | ↗1458 | ↘1435 | ↗1440 | ↘1411 | ↘1388 | ↗1402 |
| 2017  |       |       |       |       |       |       |
| ↘1390 |       |       |       |       |       |       |

## Состав сельского поселения
| № | Населённый пункт | Тип населённого пункта       | Население |
| - | ---------------- | ---------------------------- | --------- |
| 1 | Рухтино          | село, административный центр | ↗676      |
| 2 | Кадырово         | деревня                      | ↘400      |
| 3 | Анзяк            | село                         | ↗382      |